# Grusonia schottii
Grusonia schottii ist eine Pflanzenart in der Gattung Grusonia aus der Familie der Kakteengewächse (Cactaceae). Das Artepitheton schottii ehrt den deutschen Naturforscher und Pflanzensammler Arthur Schott, der an der Vermessung der Grenze zwischen den Vereinigten Staaten und Mexiko beteiligt war. Trivialnamen sind „Clavellina“, „Devil Cactus“, „Dog Cholla“ und „Schott Club Cactus“.

## Beschreibung
Grusonia grahamii wächst niedrigbleibend und bildet ausgedehnte Matten von 7,5 bis 9 Zentimeter Höhe. Die Wurzeln sind faserig. Die keulenförmigen, mit breiten und bis zu 2 Zentimeter hohen Höckern besetzten Triebabschnitte sind 2 bis 6,5 Zentimeter lang und weisen Durchmesser von 1,5 bis 3 Zentimeter auf. Die kreisrunden Areolen sind mit weißer bis gelber Wolle und gelblich weißen bis gelben, bis zu 7 Millimeter langen Glochiden besetzt. Die elf bis 17 weißen bis rötlich braunen Dornen befinden sich mehrheitlich an den Areolen in der Nähe der Triebspitzen. Die Dornen sind ausgebreitet bis abwärts gebogen und 3 bis 7 Zentimeter lang. Von den oberen Dornen sind zwei bis drei aufsteigend, spreizend, etwas drehrund bis kantig abgeflacht und rötlich braun. Die unteren Dornen sind spreizend oder abwärts gebogen, ockerfarben bis braun sowie stechend und abgeflacht bis kantig abgeflacht.
Die leuchtend gelben Blüten erreichen Längen von bis zu 2 Zentimeter. Die zylindrischen bis ellipsoiden, gelben Früchte sind fleischig und mit gelben Glochiden besetzt.

## Verbreitung, Systematik und Gefährdung
Grusonia schottii ist in den Vereinigten Staaten im Süd- und Zentral-Texas sowie in den mexikanischen Bundesstaaten Chihuahua, Coahuila, Nuevo León, San Luis Potosí und Tamaulipas in der Vegetation der Chihuahua-Wüste in Höhenlagen von 700 bis 1200 Metern verbreitet.
Die Erstbeschreibung als Opuntia schottii erfolgte 1856 von George Engelmann. Harold Ernest Robinson stellte die Art 1973 in die Gattung Grusonia. Weitere nomenklatorische Synonyme sind Cylindropuntia schottii (Engelm.) F.M.Knuth (1930) und Corynopuntia schottii (Engelm.) F.M.Knuth (1936)
In der Roten Liste gefährdeter Arten der IUCN wird die Art als „Least Concern (LC)“, d. h. als nicht gefährdet geführt. Die Entwicklung der Populationen ist unbekannt.

## Nachweise